# Papirus 13
Papirus 13 (według numeracji Gregory-Aland), α 1034 (von Soden), oznaczany symbolem {\displaystyle {\mathfrak {P}}^{13}} – grecki rękopis Nowego Testamentu pisany na papirusie, w formie zwoju. Paleograficznie datowany jest na III wiek. Zawiera fragmenty Listu do Hebrajczyków.

## Opis
Zachowało się 12 kolumn zwoju z tekstem Hebrajczyków 2,14-5,5; 10,8-22; 10,29-11,13; 11,28-12,17. Tekst pisany jest przez zawodowego skrybę. Tekst pisany jest w 23-27 linijek w kolumnie. Philip Comfort datuje rękopis na lata 225-250. Po drugiej stronie papirusu znajduje się tekst Ab urbe condita Liwiusza, datowany na ok. 200 rok.
Ponieważ stosuje paginację, wiadomo że tekst Hebrajczyków był poprzedzony jakimś innym tekstem, prawdopodobnie Listem do Rzymian.
Występuje błąd itacyzmu (ι zamieniane na ει, ε na αι, υ na οι).
Rękopis jest jednym z czterech rękopisów papirusowych NT pisanych w formie zwoju (pozostałe to: {\displaystyle {\mathfrak {P}}^{12}}, {\displaystyle {\mathfrak {P}}^{18}}, {\displaystyle {\mathfrak {P}}^{22}}) i jednym trzech opistografów NT, tzn. że został zapisany po drugiej stronie zwoju zawierającego tekst innego dzieła literackiego.
Według Comforta jest jednym z sześciu wczesnych rękopisów, który zawierał pełny zbiór Listów Pawła. Pozostałe pięć rękopisów to: {\displaystyle {\mathfrak {P}}^{15}}/{\displaystyle {\mathfrak {P}}^{16}}, {\displaystyle {\mathfrak {P}}^{30}}, {\displaystyle {\mathfrak {P}}^{46}}, {\displaystyle {\mathfrak {P}}^{49}}, {\displaystyle {\mathfrak {P}}^{92}}.

## Tekst
Tekst grecki reprezentuje aleksandryjski typ tekstu, Kurt Aland zaklasyfikował go do kategorii I. Pod względem tekstualnym bliski jest dla Kodeksu Watykańskiego.

## Historia
Rękopis odkryty został przez Grenfella i Hunta, którzy wydali jego tekst w roku 1904. Na liście papirusów znalezionych w Oxyrhynchus znajduje się na pozycji 657.
Rękopis przechowywany jest w British Library (Inv. Nr. 1532) w Londynie oraz w Bibliotece Laurenziana (PSI 1292) we Florencji.